# Konsekvenspedagogik
Konsekvenspedagogiken har skapats av den danske pedagogen Jens Bay, som en del av socialpedagogiken. Den tillämpas sedan många år på bland annat "Träningsskolan för unga" utanför Köpenhamn. 
Konsekvenspedagogiken  är helhetspräglad, sammanhängande och bygger på en öppen och dynamisk uppfattning om människans utvecklingsmöjligheter med särskilt sikte på uppfostrandets sociala sida.
Pedagogiken bygger på en filosofi, en människosyn som är inspirerad av humanism och existentialism. Begrepp som frihet, ansvar, handling och konsekvens är grundläggande inslag i konsekvenspedagogikens teori.
Det centrala elementet i det filosofiskt - teoretiska utgångsläget är att, människan är den hon visar sig vara i sina handlingar" En handling är alltid sann och kan inte göras osann !
Handlingens konsekvens är också sann och den enskilde individen måste alltid bära konsekvensen.
Individen skall tränas till självinsikt och förmåga att se alternativ och konsekvenser i varje valsituation i sitt liv.